# Sustav praćenja položaja Sunca
Nepokretni solarni sustav svakog dana gubi dragocjenu energiju. Zavisno od uvjeta tijekom dana, ovi gubici mogu dostignuti iznos koji je isti kao dobivena energija. Stoga se sve češće u inženjerskoj praksi koristi sustav praćenja položaja Sunca (eng. solar tracker). Sustav za praćenje položaja sunca je uređaj koji usmjerava fotonaponske panele, reflektore, leće ili druge optičke uređaje direktno prema sunčevu zračenju. ↓1 Predviđeno je da će se od 2009. do 2012. godine sustavi za praćenje koristiti u 85 % komercijalnih instalacija snage veće od 1 MW ↓2 ↓3. Međutim, za sada ne postoje dokazi koji bi potvrdili navedena predviđanja.
U ravnim fotonaponskim panelima (PV), tragači se koriste kako bi smanjili kut upadanja između nadolazeće zrake svjetlosti i samog fotonaponskog panela. Time se povećava količina energije proizvedena iz fiksne instalirane snage pogonskih uređaja. Kod koncentrirajućih fotonaponskih (CPV) i koncentrirajućih solarno-toplinskih (CSP) aplikacija, tragači se koriste da bi omogućili optičke komponente u CPV i CSP sustavima. Optika u koncentriranim solarnim aplikacijama izravno prihvaća Sunčevu svjetlost pa stoga mora biti usmjerena na odgovarajući način za prikupljanje energije. Sustavi za praćenje se nalaze u svim koncentrirajućim aplikacijama, jer takvi sustavi ne proizvode energiju, osim ako nisu usmjereni prema suncu. ↓4 ↓5

## Osnovni pojmovi
Sunčeva svjetlost ima dvije komponente, "izravna zraka" koja nosi oko 90% sunčeve energije, i "difuzna Sunčeva svjetlost" koja nosi ostatak - difuzni dio je plavo nebo na jasan dan i povećava se proporcionalno za vrijeme oblačnih dana. Pošto je većina energije u izravnom snopu, povećanje prikupljanja zahtjeva da sunce bude vidljivo što je duže moguće. Energija iz izravne zrake pada s povećanjem kosinusa kuta između dolazeće svjetlosti i panela. Osim toga, reflektancija (omjer od neke površine reflektiranog i na tu površinu upadnog toka zračenja) je približno konstantna za kutove upada do 50°, iznad čega reflektancija ubrzano opada. ↓6
Direktan gubitak snage (%) zbog odstupanja kuta i :
| i     | gubitak = 1-cos (i) | i   | gubitak |
| ----- | ------------------- | --- | ------- |
| 0°    | 0 %                 | 15° | 3,4 %   |
| 1°    | 0,015 %             | 30° | 13,4 %  |
| 3°    | 0,14 %              | 45° | 30 %    |
| 8°    | 1 %                 | 60° | >50 %   |
| 23,4° | 8,3 %               | 75° | >75 %   |

Na primjer tragači koji imaju točnost od ± 5 ° mogu isporučiti više od 99,6 % energije koju pruža izravna zraka plus 100 % iz difuzne svjetlosti. Kao rezultat toga, praćenje visoke točnosti se obično ne koristi u ne-koncentrirajućim PV aplikacijama. Sunce putuje kroz 360° dnevno od istoka na zapad, ali iz perspektive bilo koje fiksne lokacije vidljivo je 180° za prosječno razdoblje od 1/2 dana.  Solarni panel koji je fiksiran, između zore i zalaska sunca vidjet će gibanje od 75° na obje strane, i zbog toga prema gornjoj tablici izgubit će 75% energije ujutro i navečer. Rotirajući panele na istok i zapad mogu se ti gubici povratiti. Tragač koji se rotira u smjeru istok-zapad naziva se jednoosni tragač. Sunce se također kreće kroz 46° sjeverno i južno godišnje. Isti set panela postavljenih na sredini između dvije lokalne krajnosti vidjet će kretanje Sunca kroz 23° na obje strane što uzrokuje gubitke od 8,3 %. Tragač koji uzima u obzir i dnevna i godišnja gibanja naziva se dvoosni tragač. S obzirom na to da je dvoosni tragač izuzetno kompliciran pitanje je koliko je on uopće isplativ jer je razlika u prikupljanju u odnosu na jednoosni tragač mala. Nedavna izvješća stvarnih proizvodnih statistika iz južnog Ontarija ističu da je dvoosni tragač 4 % bolji u prikupljanju energije od jednoosnog što je u usporedbi s dodatnim troškovima izrazito malo. S druge strane jednoosni tragač je 20-40 % učinkovitiji od fiksiranog sustava. ↓7 ↓8

## Tipovi solarnih kolektora
Različite vrste solarnih kolektora i njihovo mjesto (širine) zahtijevaju različite vrste mehanizama za praćenje. Solarni kolektori mogu biti:
- ne-koncentrirajući ravni paneli, obično fotonaponski
- koncentrirajući sustavi, različitih vrsta

Montažni sustav solarnog kolektora može biti fiksni (ručno usklađen) ili za praćenje. Sustav za praćenje može biti konfiguriran kao:
- Fiksni kolektor/pokretljivo zrcalo - tj. Heliostat
- Pokretljivi kolektor

### Fiksni nosači
Mali komercijalni fotonaponski paneli i paneli za grijanje vode obično su fiksni, često montirani na prikladno okrenutom kosom krovu. Prednosti fiksnih nosača, tj faktori koji ukazuju protiv pokretnog sustava su sljedeći:
- Mehanička jednostavnost, a stoga i niži troškovi instalacije i održavanja.
- Opterećenje vjetra : lakše je i jeftinije napraviti fiksni nosač, ostali nosači koji nisu fiksni moraju biti pažljivo konstruirani i osmišljeni jer su više izloženi opterećenju vjetra
- Neizravna svjetlost : otprilike 10% ↓9 sunčeva zračenja je difuzna svjetlost dostupna pod bilo kojim kutom odstupanja sa Suncem
- Tolerancija odstupanja: efektivna površina prikupljanja za ravne panele je relativno neosjetljiva na prilično visoka odstupanja sa Suncem

Fiksni nosači često se koriste s ne-koncentrirajućim sustavima, međutim važnu klasu nepokretnih koncentrirajućih kolektora predstavljaju prijenosna sunčeva kuhala koja koriste relativno niske razine koncentracije i obično su ručno usklađena. Najčešće se takva kuhala koriste u zemljama 3. svijeta.

### Plutajući podni nosač
Sunčevi lokatori mogu biti napravljeni koristeći "plutajuće" postolje koje se nalazi na površini tla i nije potrebno konkretno temelje. Umjesto da se tragač smjesti na konkretno postolje on je smješten na šljunčanoj tavi koja može biti punjenja pijeskom ili šljunkom, da bi osigurala tragač prema tlu. Takav "plutajući" tragač može podnijeti isto opterećenje vjetra kao i lokator na fiksnom nosaču. Korištenjem "plutajućih" lokatora povećava se broj potencijalnih mjesta za komercijalne solarne projekte jer oni mogu biti smješteni na vrhu zatvorenih odlagališta otpada ili u područjima gdje iskopani temelji nisu izvedivi.

### Lokatori ili tragači
Iako fiksni ravni paneli mogu biti postavljeni za prikupljanje visokog udjela raspoložive energije u podne, značajna količina energije također je dostupna u ranim jutarnjim satima i kasnim poslijepodnevnim kad odstupanje s fiksnim panelom postaje pretjerano da bi se mogao prikupiti razuman udio raspoložive energije. Primjerice, čak i kad je Sunce samo 10° iznad obzora dostupna energije može iznositi oko pola energije koja je raspoloživa u podne (ili čak i više ovisno o geografskoj širini, godišnjem dobu i vremenskim uvjetima). 
Stoga je glavna prednost sustava za praćenje prikupljanje solarne energije kroz najduži mogući period i najtočnije usklađivanje s obzirom na pomak Sunca tijekom godišnjih doba. 

### Fiksni kolektor/pokretljivo zrcalo
Mnogi kolektori ne mogu se pomaknuti, na primjer visoko-temperaturni kolektori gdje je energije sačuvana u vrućoj tekućini ili plinu(npr. para). Ostali primjeri uključuju direktno grijanje i rasvjetu zgrada i fiksirana ugrađena solarna kuhala, primjerice Scheffler-ovo kuhalo. U ovakvim je slučajevima nužno koristiti pokretno zrcalo, kako bi se sunčeve zrake usmjerile prema kolektoru.
Zbog kompliciranog kretanja Sunca nebom i potrebne preciznosti za pravilno usmjeravanje sunčeve zrake prema cilju, heliostat (računalno kontrolirana zrcala koja održavaju reflektiranje sunčeve zrake prema cilju kako se Sunce giba nebom) uglavnom koristi dvoosni sustav praćenja, s najmanje jednom mehaniziranom osi. U različitim primjenama, zrcala mogu biti ravna ili konkavna.

### Pokretni kolektor
Tragači mogu biti svrstani u klase po broju i orijentaciji osi praćenja. U usporedbi s fiksnim nosačem jednoosni tragač povećava godišnju proizvodnju za oko 30 %, a dvoosni za dodatnih 6 %. ↓10 ↓11
Fotonaponski tragači mogu biti podijeljeni u dvije skupine : standardni fotonaponski (PV) tragači i koncentrirajući fotonaponski (CPV) tragači. Svaki od tih tragača može biti dalje kategoriziran s obzirom na broj i orijentaciju osi, njihovu pokretačku arhitekturu i tip pogona, njihove okomite potpore i temelje.

## Ne-koncentrirajući fotonaponski (PV) tragači
Fotonaponski paneli prihvaćaju i difuznu i direktnu svjetlosti iz neba. Paneli na standardnim fotonaponskim tragačima uvijek prikupljaju dostupnu izravnu svjetlost. Funkcionalnost praćenja u standardnim fotonaponskim lokatorima se koristi kako bi se smanjio kut upadanja između ulaznog svjetla i fotonaponskih panela. To povećava količinu energije prikupljene iz izravne komponente dolazne sunčeve svjetlosti.

### Podržane tehnologije
Fizika iza standardnih fotonaponskih lokatora radi sa svim standardnim tehnologijama fotonaponskog modula. To uključuje sve vrste kristalnih silicij panela (monokristalni, polikristalni) i sve vrste tankoslojnih panela (amorfni silicij, CdTe, CIGS, mikrokristalne).

## Koncentrirajući fotonaponski (CPV) tragači
Optika u CPV modulima prihvaća izravnu komponentu dolazne svjetlosti i stoga mora biti prikladno orijentirana da bi povećala prikupljanje energije. U nisko koncentrirajućim primjenama dio difuzne svjetlosti također može biti uhvaćen. Funkcionalnost praćenja koristi se u CPV modulima za orijentaciju optika tako da je dolazna svjetlost fokusirana na površinu fotonaponskog kolektora. CPV moduli koji se koncentriraju u jednoj dimenziji moraju koristiti jednoosni sustav praćenja, a CPV moduli koji se koncentriraju u dvije dimenzije dvoosni.

### Zahtjev za točnošću
Fizika iza CPV optike zahtijeva povećanje točnosti praćenja kako se povećava omjer koncentracije sustava. Međutim, za određenu koncentraciju, nonimaging optika ↓13 ↓14 osigurava najšire moguće kutove prihvaćanja, koji se mogu koristiti za smanjenje točnosti praćenja.
U tipičnom visoko koncentrirajućem sustavu praćenja točnost mora biti u rasponu  ± 0.1° da bi se isporučilo oko 90 % nazivne izlazne snage. U nisko koncentrirajućim sustavima praćenja, točnost mora biti u rasponu  ± 2.0° da bi se isporučilo oko 90 % nazivne izlazne snage. Tipični su sustavi koji zahtijevaju visoku točnost praćenja.

### Podržane tehnologije
Koncentrirajući fotonaponski tragači se koriste zajedno s refrakcijskim i reflektirajućim koncentriranim sustavima. Postoji niz fotonaponskih članaka u razvoju koje se koriste u tim sustavima. To se kreće od fotonaponskih prijemnika baziranih na kristalnom siliciju i triple junction prijemnici bazirani na germaniju. 

## Jednoosni lokatori (tragači)
Jednoosni tragači (eng. single axis trackers-SAT) imaju jedan stupanj slobode gibanja koji se ponaša kao os rotacije. Os rotacije jednoosnog tragača je obično usklađena uzduž pravog sjevernog meridijana. Moguće ju je uskladiti u bilo kojem smjeru koristeći napredne algoritme za praćenje.
Postoji nekoliko uobičajenih implementacija jednoosnog tragača. To su vodoravni jednoosni tragač (HSAT), vodoravni jednoosni tragač s kosim modulima (HTSAT), okomiti jednoosni tragač (VSAT), nagnuti jednoosni tragač (TSAT) i polarno usklađeni jednoosni tragač (PASAT). Orijentacija modula s obzirom na os tragača je važna pri modeliranju izvedbe.

### Vodoravni jednoosni tragač
Os rotacije vodoravnog jednoosnog tragača je vodoravna. Postava na oba kraja osi rotacije vodoravnog jednoosnog tragača može biti podijeljena između tragača kako bi se smanjili troškovi instalacije. Terenski izgledi s vodoravnim jednoosnim tragačima vrlo su fleksibilni. Jednostavna geometrija znači da je zadržavanje svih osi rotacije međusobno paralelnih jedino što je potrebno za pravilno pozicioniranje tragača s obzirom na drugi tragač.
Odgovarajući razmak može povećati omjer proizvedene energije na trošak, to ovisi o terenskim uvjetima i sjeni te vrijednosti proizvedene energije za određeno doba dana. Unatražno praćenje ↓17 je jedan od načina računanja dispozicije panela. Vodoravni tragači obično imaju lice modula paralelno s osi rotacije.
Kod vodoravnog jednoosnog tragača, duga vodoravna cijev podržana je na ležajevima koji su montirani na stupove ili okvire. Os cijevi je na liniji sjever - jug. Paneli su montirani po cijevi, a cijev će se okretati oko svoje osi kako bi mogla pratiti vidljivo kretanje Sunca tijekom dana.

### Vodoravni jednoosni tragač s kosim modulima
Kod vodoravnog jednoosnog tragača moduli su montirani pod kutom od 0°, a kod vodoravnog jednoosnog tragača s kosim modulima, kako mu i samo ime govori, moduli su nagnuti pod nekim kutom većim od 0°. Princip rada je isti kao i kod vodoravnog jednoosnog tragača, os cijevi nalazi se vodoravno na liniji sjever - jug, a solarni moduli se rotiraju od istoka prema zapadu tijekom dana. Ovi tragači su obično pogodni u velikom rasponu zemljopisne širine, ali ne zauzimaju toliko prostora koliko zauzimaju okomiti jednoosni tragači. Korištenjem vodoravnih tragača smanjuju se ukupni troškovi solarnog projekta. ↓16

### Okomiti jednoosni tragač
Os rotacije okomitog jednoosnog tragača okomita je s obzirom na tlo. Ovi tragači rotiraju se u smjeru istok - zapad tijekom dana. Okomiti jednoosni tragači su učinkovitiji od vodoravnih kod velikih zemljopisnih širina. Kod rasporeda panela u obzir se mora uzeti sjenčanje kako bi se spriječili nepotrebni gubici energije i kako bi se postiglo optimalno korištenje zemljišta. Isto tako je i optimizacija gustog pakiranja ograničena zbog prirode sjenčanja tijekom godine. Okomiti jednoosni tragači obično imaju lice modula nagnuto pod nekim kutom u odnosu na os rotacije.

### Nagnuti jednoosni tragač
Svi tragači kojima je os rotacije između vodoravnog i okomitog područja su nagnuti jednoosni tragači. Pri rasporedu panela treba uzeti u obzir sjenčanje da bi se izbjegli nepotrebni gubici energije te da bi se postiglo optimalno korištenje zemljišta.
Nagnuti jednoosni tragači obično imaju lice modula orijentirano paralelno s osi rotacije.

### Polarno usklađeni jednoosni tragači
Ova metoda je znanstveno poznata kao standardna metoda montiranja strukture za podržavanje teleskopa. Nagnuta pojedinačna os usklađena je s polarnom zvijezdom, zbog toga se zove polarno usklađeni jednoosni tragač. U ovoj konkretnoj primjeni nagnutog jednoosnog tragača, kut nagiba jednak je zemljopisnoj širini. Time se os rotacije tragača poravnava sa Zemljinom osi rotacije.

## Dvoosni tragači (lokatori)
Dvoosni tragači imaju dva stupnja slobode gibanja koji se ponašaju kao osi rotacije. Te osi su obično okomite jedna na drugu. Os koja je fiksirana s obziorm na tlo može se zvati primarna os, a os koja je u odnosu s primarnom naziva se sekundarna. Postoji nekoliko uobičajenih primjena dvoosnog tragača. Oni su klasificirani na temelju orijentacije primarne osi u odnosu na tlo. Dvije uobičajene primjene su vršno - nagnuti dvoosni tragač (eng. tip-tilt dual axis tracker) i azimut - visina dvoosni tragač (eng. azimuth - altitude dual axis tracker).
Orijentacija modula u odnosu na os tragača je važna kod modeliranja izvedbe. Obično su moduli paralelni sa sekundarnom osi rotacije. Dvoosni tragači omogućuju optimalne solarne energetske razine, zbog njihove sposobnosti da prate položaj Sunca u vodoravnom i okomitom smjeru. Bez obzira na to gdje se Sunce nalazi dvoosni tragači su sposobni nagnuti se tako da dođu u direktan kontakt sa sunčevim zrakama. 

### Vršno - nagnuti dvoosni tragači
Kod vršno - nagnutog dvoosnog tragača red panela montiran je na vrhu stupa. Kretanje u smjeru istok - zapad postiže se rotacijom reda panela oko vrha stupa. Na vrhu rotirajućeg ležaja je mehanizam u obliku slova T ili H koji osigurava okomitu rotaciju panela i glavne pričvrsne točke reda. Krajevi na primarnoj osi mogu biti podijeljeni s drugim tragačima kako bi se smanjili troškovi instalacije.
Ostali takvi tragači imaju vodoravnu primarnu os i ortogonalnu ovisnu os. Okomita azimutalna os je fiksna. Zemljišni raspored s vršno - nagnutim dvoosnim tragačima vrlo je fleksibilan. Jednostavna geometrija znači da jedino što je potrebno za prikladno pozicioniranje tragača jednog prema drugom je to da su im osi rotacije međusobno paralelne. Tragači moraju biti postavljeni na relativno niske gustoće, kako bi se izbjeglo da jedan tragač baca sjenu na drugi kad je Sunce nisko na nebu.
S obzirom na jedinstvene mogućnosti vršno - nagnutih tragača, zajedno s pripadajućim kontrolerom, moguće je koristiti automatsko praćenje na prijenosnim platformama. ↓18 Orijentacija tragača nije bitna, ali se može postaviti ako je potrebna.

### Azimut - visina dvoosni tragači
Azimut - visina dvoosni tragač ima primarnu os (azimutalna os) okomitu na tlo. Sekundarna os (elevacijska os) obično je okomita na primarnu os. Taj tragač funkcionira slično kao i vršno - nagnuti tragač, ali se razlikuje po okretanju reda panela kod svakodnevnog praćenja. Umjesto rotacije reda panela oko vrha stupa, ovaj sustav može koristiti veliki prsten montiran na tlu s redom panela montiranih na niz valjaka. Glavna prednost ovakve izvedbe je što je težina reda raspoređena duž dijela prstena, za razliku od vršno - nagnutog dvoosnog tragača gdje je opterećenje u jednoj točki stupa. Time je omogućeno da azimut - visina dvoosni tragač može podnositi puno veće težine redova panela. Za razliku od vršno - nagnutog dvoosnog tragača ovaj sustav ne može biti smješten na udaljenosti manjoj od promjera prstena, čime se smanjuje gustoća sustava što je pozitivno s obzirom na međusobno sjenčanje.

## Izbor tipa tragača
Koji će se od tragača odabrati ovisi o puno faktora uključujući veličinu instalacije, električne stope, ograničenja zemljišta, državne poticaje, zemljopisnu širinu i lokalne vremenske uvjete.
Vodoravni jednoosni tragači obično se koriste za velike distribuirane proizvodne projekte. Kombinacija energetskih poboljšanja i nižih cijena proizvoda te smanjene kompleksnosti instalacije rezultira konkurentnom ekonomijom i velikim razvojem. Uz to jake poslijepodnevne performanse posebno su poželjne za velike fotonaponske sustave povezane na mrežu kako bi proizvodnja odgovarala vršnoj potražnji energije. Vodoravni jednoosni tragači također dodaju značajnu količinu produktivnosti tijekom proljetnog i ljetnog razdoblja, kada je Sunce visoko na nebu. Svojstvena robusnost njihove potporne konstrukcije i jednostavnost mehanizma rezultira visokom pouzdanosti i niskim troškovima održavanja. S obzirom na to da su paneli vodoravni, oni mogu biti kompaktno postavljeni na osovinu cijevi, bez opasnosti od samostalnog zasjenjenja i također su lako dostupni za čišćenje.
Okomiti osni tragač zakreće se samo oko okomite osovine s panelima ili okomito, fiksno, podesivo ili tako da prate kut elevacije. Takvi tragači s fiksnim ili sezonski podesivim kutovima pogodni su za velike geografske širine.
Dvoosni tragači obično se koriste u manjim stambenim instalacijama i mjestima gdje su poticaji vrlo veliki. 

## Višestruko - zrcalni koncentrirajući fotonaponski sustavi
Ovaj uređaj koristi više zrcala u vodoravnoj ravnini kako bi reflektirao sunčevu svjetlost prema fotonaponskom sustavu visoke temperature ili drugom sustavu koji zahtijeva koncentriranu sunčevu energiju. Strukturni problemi i rashodi značajno su smanjeni jer zrcala nisu značajno izložena opterećenju vjetra. Kroz zapošljavanje patentiranog mehanizma, samo dva pogonska sustava potrebna su za svaki uređaj. Zbog konfiguracije uređaja pogodno je za uporabu na ravnim krovovima i na nižim geografskim širinama. Višestruko - zrcalni reflektirajući sustav u kombinaciji s centralnim tornjem nalazi se u solarnoj elektrani Sierra SunTower u Lancaster-u, Kalifornija.

## Vrste pogona

### Aktivni tragači
Aktivni tragač koristi motor i zupčani prijenos kako bi se na naredbu kontrolera usmjerio prema Suncu. S ciljem kontrole i upravljanja kretanja tih masivnih konstrukcija konstruirani su i rigorozno testirani specijalni okretni pogoni. Tehnologije za usmjeravanje tragača u konstantnom su razvoju i nedavna istraživanja u Google-u i Eternegy-u uključila su korištenje žičanih užadi i vitla kako bi se zamijenili skupi i krhki dijelovi.
Aktivni dvoosni tragači koriste se za orijentaciju heliostata - računalno kontrolirana zrcala koja održavaju reflektiranje sunčeve zrake prema apsorberu na centralnoj stanici napajanja. Kako će svako zrcalo na velikom zemljištu imati vlastitu orijentaciju ona se kontroliraju programabilno pomoću računalnog sustava, što omogućuje da se sustav po potrebi isključi, primjerice za vrijeme održavanja.

Svjetlo - osjetni tragači obično imaju dva ili više fotosenzora, kao na primjer fotodiode, konfigurirane različito tako da je njihov izlaz nula kod istog toka svjetlosti. S obzirom na to da motor troši energiju, koristi se samo po potrebi. Stoga se umjesto kontinuiranog gibanja heliostat kreće u diskretnim koracima. Isto tako, ako je svjetlo ispod nekog praga ne bi bilo dovoljno generirane snage da bi se osigurala promjena orijentacije. 

### Pasivni tragači
Najčešće pasivni tragač koristi komprimirani fluid niskog vrelišta koji je prešao na jednu ili na drugu stranu (pomoću sunčeve topline stvara se tlak plina) čime uzrokuje da se tragač giba kao odgovor na neravnotežu. Kako je ovo neprecizna orijentacija, nije prikladno za određene tipove koncentrirajućih fotonaponskih kolektora, ali radi dobro za ostale fotonaponske panele. Kako bi se spriječilo prekomjerno kretanje zbog udara vjetra koriste se viskozni prigušivači. Reflektori se koriste kako bi usmjerili ranojutarnju sunčevu svjetlost na panel i držali ga nagnutim prema Suncu, što može potrajati gotovo sat vremena. To vrijeme može se značajno skratiti korištenjem samo - otpuštajućeg remena koji će pozicionirati panel neznatno pored zenita (kako fluid ne bi morao savladavati gravitaciju) i korištenjem remena navečer. Novonastali tipovi pasivnih tragača za fotonaponske solarne panele koriste hologram iza pruga fotonaponskih članaka, tako da sunčeva svjetlost prolazi kroz prozirni dio modula i reflektira se na hologram. To omogućuje sunčevoj svjetlosti da pogodi članak od zada, čime se povećava učinkovitost modula. Isto tako panel se ne mora kretati jer hologram uvijek reflektira sunčevu svjetlost iz pravilnog kuta prema ćeliji.

### Kronološki tragači
Kronološki tragač suprotstavlja se rotaciji Zemlje, tako što se okreće jednakom brzinom kao i Zemlja ali u suprotnom smjeru. Brzine zapravo nisu sasvim jednake, jer kako Zemlja ide oko Sunca položaj Sunca se mijenja u odnosu na Zemlju za 360° svake godine ili 365,24 dana. Kronološki tragač je vrlo jednostavan, no ujedno i potencijalno vrlo precizan sustav za praćenje položaja Sunca posebno u uporabi s polarno montiranim postoljem. Metoda pogona može biti jednostavna, poput zupčanika motora koji se vrti na vrlo malim prosječnim brzinama vrtnje od jednog okreta dnevno ( 15° na sat). U teoriji bi se tragač mogao u potpunosti rotirati, uz pretpostavku da ima dovoljno prostora za potpunu rotaciju te uz pretpostavku da uvijanje žica ne predstavlja problem, inače jednostavno resetiranje na mjesto zore može biti provedeno u bilo koje vrijeme između sumraka i zore.

### Ručni tragač
U nekim su zemljama pogoni zamijenjeni operaterom koji podešava tragač. Prednost toga je robusnost, osoblje koje će biti na raspolaganju da izvrši održavanje, a i otvaranje novih radnih mjesta.

## Rotirajuća zgrada
Primjer rotirajuće kuće je Gemini kuća cilindričnog oblika u Austriji ( zemljopisna širina iznad 45° sjeverno). Ova kuća se rotira u cijelosti da bi pratila Sunce, s okomitim panelima montiranim na jednoj strani kuće. Gemini kuća je jednistveni primjer okomitog jednoosnog tragača.